# Larissa Reissner

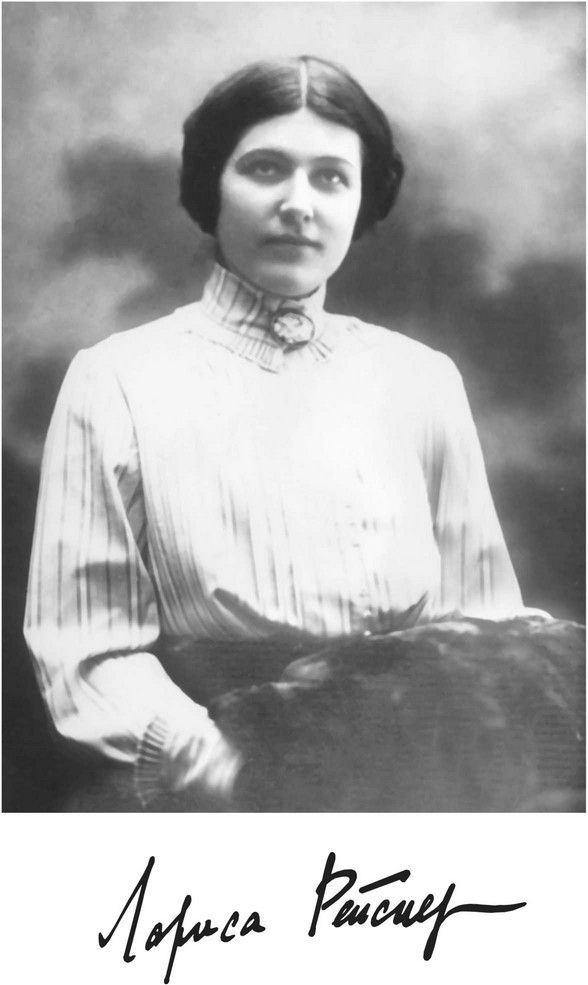
Larissa Reissner, ca. 1920

Larissa Michailowna Reissner (russisch Лариса Михайловна Рейснер; * 1. Maijul. / 13. Mai 1895greg. in Lublin, Kongresspolen; † 9. Februar 1926 in Moskau), auch Reisner oder Rejsner war eine russische und sowjetische Schriftstellerin und Revolutionärin, die auch in deutscher Sprache schrieb.

## Jugend
Larissa Reissner war die Tochter des deutschstämmigen Rechtswissenschaftlers Michail Reissner, der 1896 aus Russland emigrieren musste, nachdem er ein juristisches Gutachten zugunsten von Revolutionären verfasst hatte; ihre Mutter hieß Jekaterina Alexandrowna Chitrowa. Larissa besuchte Schulen in Frankreich und Deutschland. Durch ihren Vater lernte sie schon als Kind August Bebel, Karl Liebknecht und auch Lenin persönlich kennen. 1906 kehrten sie nach Russland zurück.

## Zeit des Ersten Weltkriegs
Als Kriegsgegnerin gab Larissa Reissner während des Ersten Weltkriegs mit ihrem Vater die antimilitaristische Zeitschrift Rudin (russisch Рудин) heraus, um „die ganze Hässlichkeit des russischen Lebens mit der Geißel der Satire, Karikatur und Broschüre zu brandmarken“. Sie veröffentlichte eine Reihe von Gedichten und scharfen Feuilletons, in denen sie die Sitten der politischen und kreativen Intelligenz der 1910er Jahre lächerlich machte.  Als Herausgeberin von Rudin bemühte sie sich darum, „jungen Talenten den Weg zu ebnen“ und zog Mitglieder des „Dichterkreises“ der Universität Sankt Petersburg (dem sie selbst angehörte) an, unter ihnen Ossip E. Mandelstam und Wsewolod A. Roschdestwenski. Im Mai 1916 wurde die Zeitschrift Rudin aus Geldmangel nach acht Ausgaben eingestellt. Außerdem arbeitete Reissner an verschiedenen Projekten Maxim Gorkis, wie der Literaturzeitschrift Letopis (Летопись) und nach der Februarrevolution 1917 an der linkssozialistischen Tageszeitung Nowaja Schisn (Новая жизнь), mit.
In den Jahren 1916–1917 hatte Reissner eine stürmische Liebesbeziehung mit dem Dichter Nikolai S. Gumiljow, die ihr Leben und Werk tief prägte. Sie trafen sich im Restaurant Halt der Komödianten (Привал комедиантов), wo sich die Vertreter der Sankt Petersburger Bohème versammelten. Es war immer laut und fröhlich: Man trank teuren Wein, las Gedichte, stritt über Politik. Anna Achmatowa nahm die Verliebtheit ihres Mannes Nikolai Gumiljow in Larissa gelassen.

## Revolution und Bürgerkrieg
1917 beteiligte sich Larissa Reissner an der Tätigkeit der Kommission für die Künste des Exekutivkomitees der Sowjets der Arbeiter- und Bauerndeputierten und nahm aktiv an der Oktoberrevolution und im Bürgerkrieg teil. Sie arbeitete als Sekretärin des Volkskommissariats für Bildung unter Anatoli W. Lunatscharski in der Sonderkommission für die Registrierung und den Schutz der Eremitage und der Museen von Sankt Petersburg einige Zeit mit der Erhaltung von Kunstdenkmälern.
Larissa Reissner trat im Sommer 1918 in die bolschewistische Partei ein. Sie diente in der Roten Armee und der Marine und heiratete 1918 den sowjetischen Flottenkommandeur Fjodor Raskolnikow, der 1917 die Kronstädter Matrosen angeführt hatte. Im August 1918 begab sie sich auf eine Erkundungsmission nach Kasan, das von den Weißtschechen besetzt war. Nach dem Angriff einer Abteilung Weißgardisten unter dem Kommando von Wladimir Kappel und Boris Sawinkow auf die Bahnhöfe Tjurlema und Swijaschsk (28. August 1918) unternahm sie einen Aufklärungsangriff von Swijaschsk über Tjurlema zur Station Schichrany (heute Stadt Kanasch), um Kasan im Rahmen der Kasaner Operation zurückzuerobern und die Verbindung zwischen dem Hauptquartier und den militärischen Einheiten der Fünften Armee wiederherzustellen.
1919 war sie mehrere Monate lang Kommissarin des Generalstabs der Roten Flotte. Während ihrer Tätigkeit als Kundschafterin geriet sie einmal in Gefangenschaft. Ihre Schriften über den Bürgerkrieg enthalten einen Bericht über die Schlacht bei Swijaschsk.

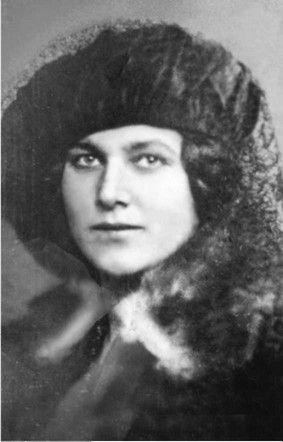
Larissa Reissner 1925

## Nach dem Bürgerkrieg
1921 war Larissa Reissner in Afghanistan als Teil der sowjetischen diplomatischen Mission, deren Leiter ihr Ehemann Fjodor Raskolnikow war. Das Ergebnis der Tätigkeit der jungen Diplomaten war die Unterzeichnung eines Friedensvertrags zwischen den beiden Ländern. Ihre Eindrücke fasste sie im 1925 erschienenen Buch Afghanistan zusammen. Danach trennte sie sich von Raskolnikow und kehrte nach Moskau zurück, wo sie die Geliebte des Journalisten und Politikers Karl Radek wurde.
Reissner bereiste sowohl die Sowjetunion als auch das westliche Ausland und fasste ihre Erlebnisse in Reiseberichten zusammen, deren bekanntester Hamburg auf den Barrikaden ist, eine Sammlung von Reportagen über den Hamburger Aufstand 1923. Nach dessen Niederschlagung kehrte sie in die Sowjetunion zurück und untersuchte die Lebensbedingungen der Arbeiterklasse im Ural.
Im Jahr 1925 versuchte sie ihre ständig wiederkehrenden Malariaanfälle im Wiesbadener Neroberghotel auszukurieren.
Im Alter von 30 Jahren starb sie in einem Moskauer Krankenhaus an Typhus. Sie wurde auf dem Wagankowoer Friedhof begraben. Worte des Gedenkens für sie fanden neben Radek auch Pasternak, Schklowski, Woronski, Sosnowski, Trotzki und viele andere prominente Persönlichkeiten des literarischen und politischen Lebens.

## Nachruhm
Der Schriftsteller Joseph Roth widmete 1927 Larissa Reissner den Essay Die Frau von den Barrikaden und pries sie als „eine von wenigen russischen Schriftstellern der Zeit mit großem Talent. Ihr literarischer Stil und ihre Bildsprache finden großes Lob, ohne dass Roth […] ihre Weiblichkeit zum Thema macht“. Reissner war laut Roth „Soldat, Spion, Kundschafter, Redner, Kommissar [...], sie ritt, marschierte, schoß, verurteilte, schlich sich hinter den Rücken des Feindes [...], tröstete Kranke, sah Kameraden sterben, begrub Tote, liebte, siegte im großen Sieg der Revolution [...]“ und ist damit Roths Kreation der Natascha Alexandrowna auffallend ähnlich.

## Werke
- Die Front 1918–1919. Aus dem Russischen von Eduard Schiemann. Verlag für Literatur und Politik, Wien 1924. Swijaschsk
- Hamburg auf den Barrikaden. Erlebtes und Erhörtes aus dem Hamburger Aufstand 1923. Neuer Deutscher Verlag, Berlin 1925.
- Oktober : Ausgewählte Schriften. Herausgegeben und eingeleitet von Karl Radek. Neuer Deutscher Verlag, Berlin 1925. (Rezension von Kurt Tucholsky)
- Im Lande Hindenburgs. Eine Reise durch die deutsche Republik. Neuer Deutscher Verlag, Berlin 1926. Auszug
- Oktober. Aus dem Zyklus Front. Dietz Verlag, Berlin 1961 (= Rote Dietz-Reihe 24) Auszug
- Von Astrachan nach Barmbeck. Reportagen 1918–1923. Mit einführenden Worten von Alexander Tarassow-Rodionow. Mitteldeutscher Verlag, Halle, Leipzig 1983. (= Edition Aurora)
- Oktober. Aufzeichnungen aus Rußland und Afghanistan in den 1920er Jahren, Promedia Verlag 2017.
- 1924 – Eine Reise durch die deutsche Republik, mit einem Vorwort von Steffen Kopetzky, Rowohlt, Hamburg 2024, ISBN 978-3-7371-0199-8.